# Huynové
Huynové jsou šlechtická rodina, pravděpodobně lotrinského či vlámského původu, rozšířená od 14. století do Brabantska a dále do celého Nizozemí, v 19. století působili také v Rakouské monarchii, v Tyrolsku, v Uhrách a došli na Moravu i do Čech. Byli zastoupeni především jako úředníci ve státních službách a v církvi.

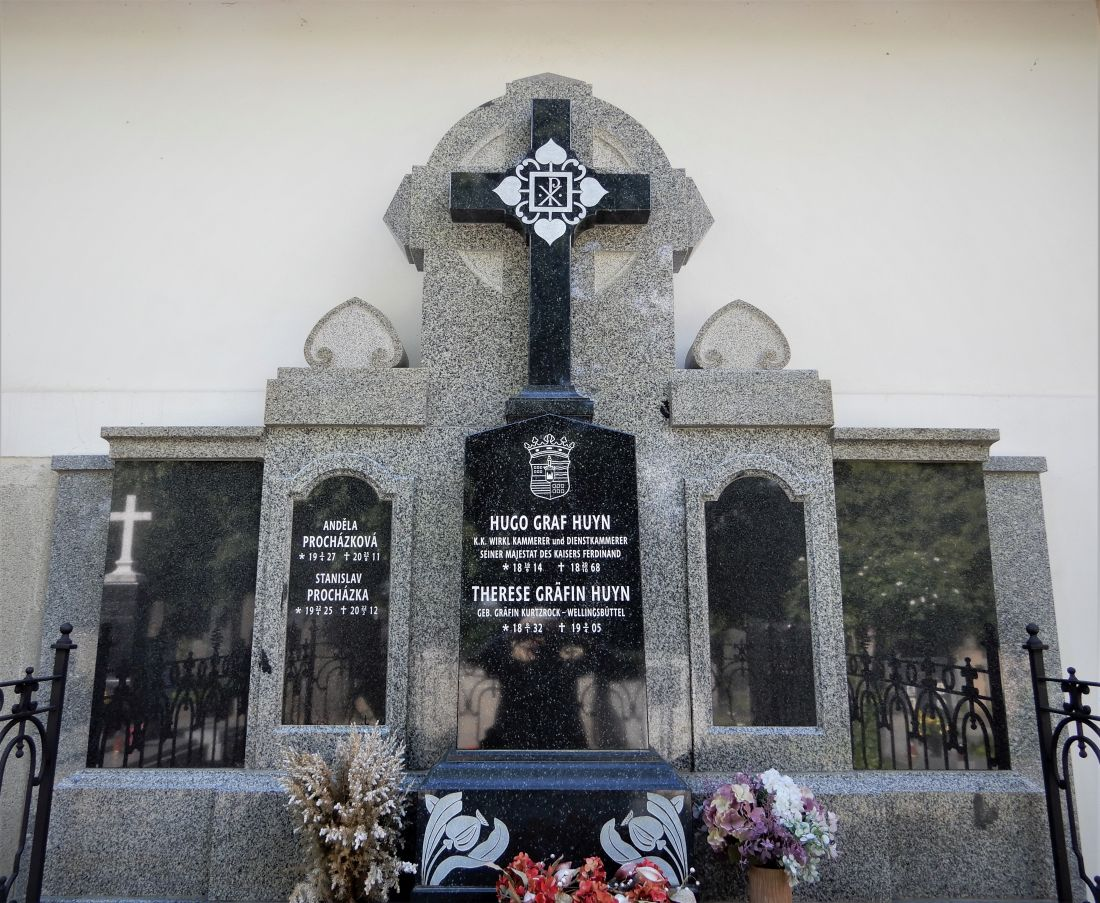
Břevnovský hřbitov, rodinná hrobka hraběte Hugo von Huyna a jeho manželky Terezie

## Historie
Ve 13.–14. století patřili mezi patricijské rody nejistého přídomku Huy, Huyn nebo Hunne, za zakladatele rodu bývá jen zbožnou tradicí označován svatý biskup Ansfried z Huy (940–1010).
Roku 1371 Huynové bojovali v bitvě u Baesweileru za Brabantsko. V Nizozemí se od 16. století připomínají rodové větve Huyn van Amstenrade a Huyn van Geleen. Roku 1547 byli Huynové povýšeni do šlechtického stavu v Lotrinsku, roku 1697 získali hraběcí stav v Uhrách a od 19. do poloviny 20. století působili v českých zemích.
Koncem 20. století byli potomci bratrů Pavla Huyna doloženi v jižním Tyrolsku a v Japonsku.

## Osobnosti v Rakousku-Uhersku
- Johann Karl Huyn (1812–1889), c. k. polní zbrojmistr, zemský velitel v Horním Rakousku (1869–1870), Čechách (1870–1871) a Uhrách (1871–1874)
- Hugo Leopold Huyn (1819–1868)[2], bratr předešlého,  komorník Ferdinanda I. Dobrotivého, státní úředník
- Ludwig Huyn (1851–1931), c. k. generálmajor
- Rudolf Huyn (1855–1918), státní úředník, poslanec rakouské říšské rady
- Karl Georg Huyn (1857–1938), c. k. generálplukovník, místodržitel v Haliči 1917–1918
- Otto Huyn (1859–1928), c. k. generálmajor
- Vincent Huyn (1865–1933), státní úředník, okresní hejtman v Chomutově
- Pavel Huyn (1868–1946), biskup v Brně 1904–1916, arcibiskup v Praze 1916–1919
- Ludwig Huyn (1896–1946), spisovatel, zemřel na následky mučení z Dachau

## Galerie

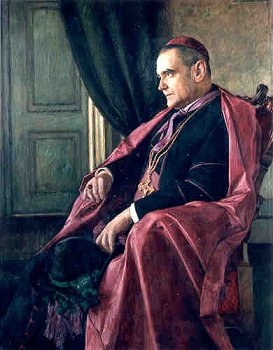
Arcibiskup Pavel Huyn
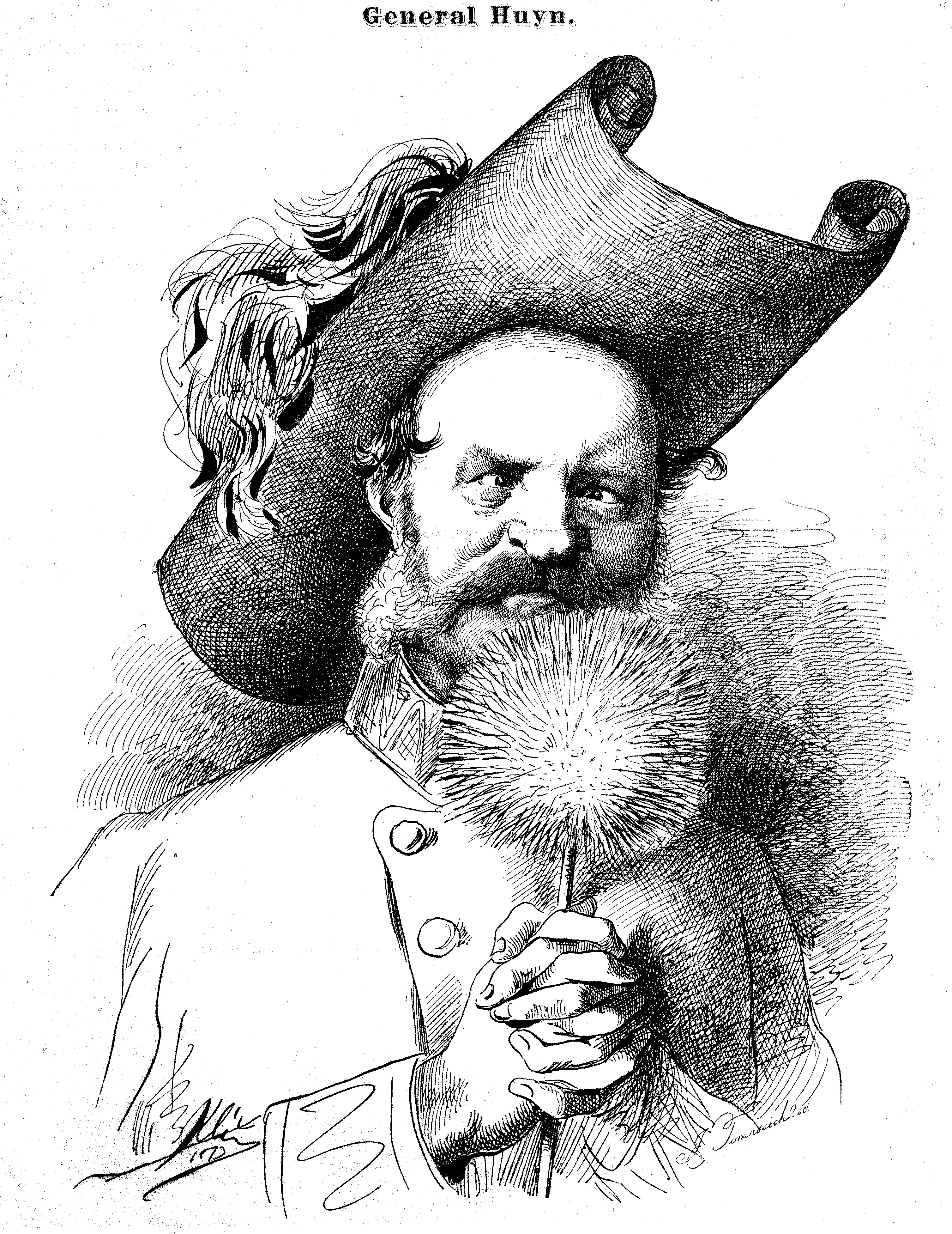
Johann Karl Huyn, karikatura Karel Klíč, 1873

## Erb
Pozoruhodné je, že čeští Huynové odvozovali svůj erb z francouzské (lotrinské) rodové větve Huyn de Verneville. Neužívali údajné nejstarší rodové znamení, červený rovnoramenný „hadí kříž“, jehož rozeklaná břevna jsou ukončena hadími hlavičkami.

Huyn van Amstenrade
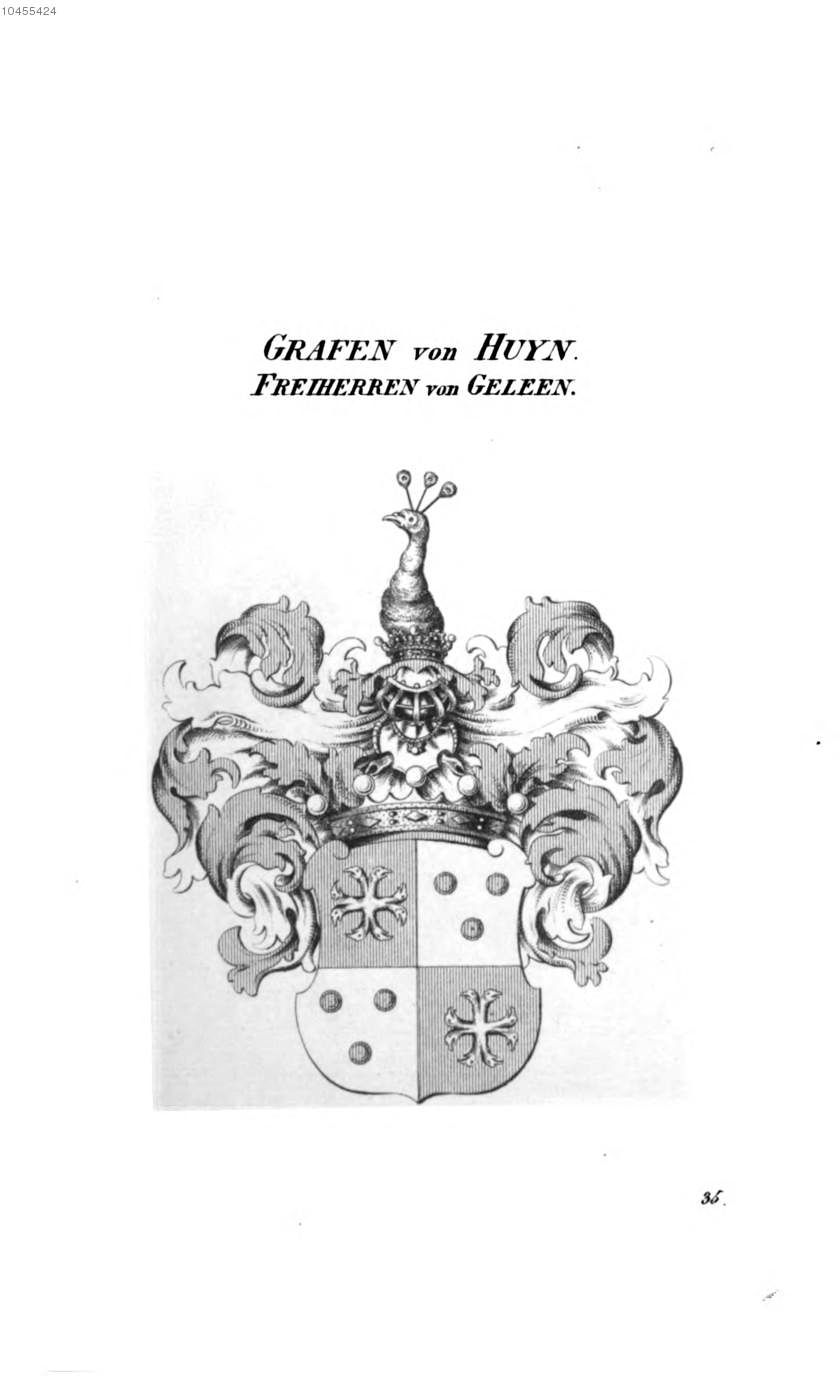
Huyn van Geleen-Tyroff
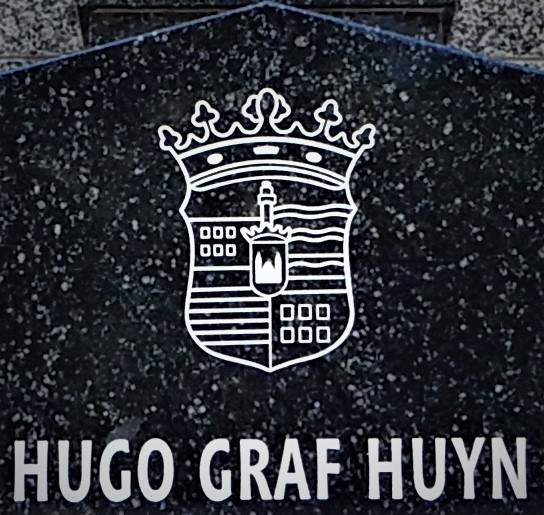
Hugo Huyn
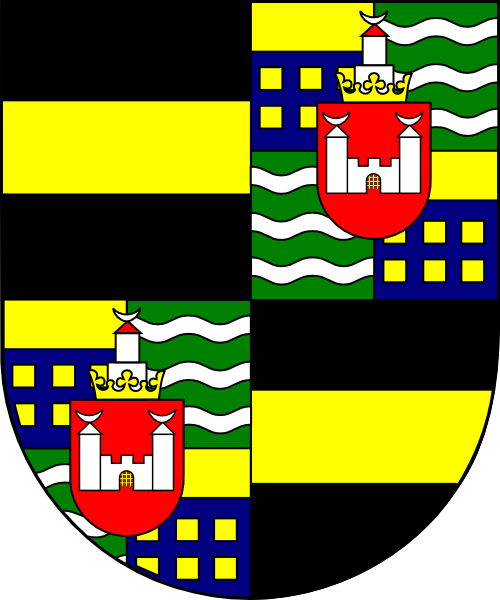
Pavel Huyn

## Příbuzenstvo
Spojili se s: Auerspergy; Lažanskými z Bukové; hrabaty Kurzrock Wellingsbüttel;